# 모델링 점토
모델링 점토(modelling or modeling clay)는 조소나 제품 디자인에 사용되는 점토이다. 재료 구성과 생산 공정은 상당히 다양하다. 실제 점토, 지점토, 폴리머 클레이, 유점토 등이 있다.

## 같이 보기
- 붕사
- 점토
- 석고
- 지점토
- 플라스티신
- 퍼티